# منتخب إندونيسيا تحت 19 سنة لكرة القدم
منتخب إندونيسيا تحت 19 سنة لكرة القدم (بالإندونيسية: Tim nasional sepak bola U-19 Indonesia)‏ هو ممثل إندونيسيا الرسمي في المنافسات الدولية في كرة القدم في فئة كرة قدم للرجال تحت 19 سنة، يديريه اتحاد إندونيسيا لكرة القدم.